# Allium parciflorum
Allium parciflorum är en amaryllisväxtart som beskrevs av Domenico Viviani. Allium parciflorum ingår i släktet lökar, och familjen amaryllisväxter. IUCN kategoriserar arten globalt som otillräckligt studerad. Inga underarter finns listade i Catalogue of Life.